# Астерија
Астерија (грч. αστερια, што значи „звезда“) је у грчкој митологији била титанка, богиња ноћног прорицања (укључујући пророчанске снове), астрологије и некромантије.

## Митологија
Била је Кејова и Фебина кћерка, коју је након пада титана прогонио Зевс. Да би избегла његову љубав, претворила се у препелицу, али ју је он сустигао у виду орла, па се она претворила у камен и пала на дно мора. Када је њена сестра Лето тражила острво које Сунце није обасјало, како би се породила, Астерија јој је помогла. Изронила је из морских дубина и постала „острво препелица“ (Ортигија), касније названо Дел, што је још једно име ове богиње. Према Хесиодовој теогонији, она је Персова супруга и Хекатина мајка. Цицерон ју је прогласио Херакловом мајком, кога је добила са Зевсом.

## У уметности
Приказивана је на античким вазама у Атини, заједно са Аполоном, Артемидом и Лето.

## Други ликови
- Астрис или Астерија је била једна од звезданих нимфи, кћерка бога Хелија и Климене или Кето, удата за Хидаспа, индијског речног бога, са којим је имала сина Деријада, краља Индије.[4]
- Алкионида, Алкионејева кћерка.[3]
- Према Аполодору, она је једна од данаида.[3]
- Кћерка Атласа, са тим да би онда можда требало да се зове Астеропа.[3]
- Хидисова мајка, оснивача Хидиса у Карији, кога је добила са Белерофонтом.[3]
- Теукрова и Еунина кћерка.[5]